# Gegeen Khan
Gegeen Khan (Khanbaliq, 22 febbraio 1302 – Nan-po, 4 settembre 1323) conosciuto anche col nome mongolo di Shidibala e con quello cinese di Yingzong (in cinese: 元英宗), è stato imperatore della Cina dal 1320 al 1323, della dinastia mongola degli Yuan.

## Biografia

### Una successione pacifica
Shidibala era il maggiore dei figli di Ayurbarwada Buyantu Khan (Imperatore Renzong) e di Radnashiri della famiglia Khunggirad. In cambio del privilegio di successione, Ayurbarwada aveva promesso a suo fratello maggiore Khayishan di nominare il figlio di Khayishan a principe ereditario dopo la sua presa del potere. Ma quando Khayishan morì, i due figli di Khayishan vennero relegati al confino.
Dagi, potente nonna di Shidibala, era riuscita nel 1316 a far nominare lo stesso Shidibala in qualità di principe ereditario e l'anno successivo venne nominalmente destinato a guidare sia il Segretariato di stato che l'ufficio degli Affari Militari. Ad un certo punto, suo padre Ayurbarwada aveva addirittura pensato di abdicare in favore del figlio..

### Un regime fantoccio
Il 19 aprile 1320 Shidebala succedette al proprio padre al trono imperiale. L'Imperatrice Dagi rinominò Temüder quale Gran Consigliere del nuovo Imperatore, il che fece sì che quest'ultimo di fatto governasse la Cina a proprio piacimento sino alla morte.
Il ritorno al potere di Temüder fu segnato da una serie di ritorsioni, tra cui l'esecuzione di molti di quanti erano sospettati di essere suoi oppositori.
Dall'inizio del suo regno, Shidebala aveva mostrato un'indipendenza politica e una capacità d'azione maggiore rispetto ai suoi predecessori. In una mossa da maestro, nel tentativo di togliere di mezzo l'influenza della potente nonna e del suo consigliere Temüder, Shidebala nominò, dall'estate 1320, il ventiduenne Baiju, un Jalayir e nipote di Antong al ruolo di Gran Consigliere dell'Impero cinese, il che stroncò le ambizioni di potere di Temüder. Ad ogni modo, Baiju, il comandante del kheshig, era un uomo di grande carattere con grande influenza sull'Imperatore, con grande dispiacere di Temüder che ancora una volta sentì privarsi del potere.
Shidibala, giovane imperatore, non rimase comunque passivo. Il trono divenne presto il punto focale della lealtà per gli ufficiali e i maestri confuciani nella guerra intestina contro il potente Temüder. Shidibala era del resto un sovrano preparato al suo ruolo e sapeva il fatto suo in fatto di governo. Profondamente legato al confucianesimo ed al buddismo, Shidebala era in grado di recitare a memoria dei poemi risalenti alla dinastia Tang e fu anche un eccellente calligrafo.
Nel 1321 Shidibala costruì un tempio buddista in onore di Phags-pa, un Lama delle montagne dell'ovest di Dadu, e quando i suoi censori lo rimproverarono di eccedere con questa devozione ne condannò a morte un buon numero. D'altro canto, sotto un suo regno, l'islam conobbe un periodo di sofferenza subendo molte discriminazioni. L'imperatore diede infatti ordine di distruggere la moschea di Shangdu e proibì a tutti i musulmani di comprare schiavi dai mongoli per poi rivenderli ai cinesi.
La crescente influenza di Baiju era una continua spina nel fianco per Temüder e quando il primo si recò nella città di Liau Tung per costruire un monumento ai suoi antenati, Temüder trovò l'occasione per tentare di recuperare il potere perduto alla corte degli Yuan, presentandosi al cospetto dell'Imperatore, ma gli venne rifiutato l'accesso al palazzo; poco tempo dopo morì, seguito nel 1322 dall'Imperatrice Dagi, sua protettrice.

### La completa presa del potere
La morte di Dagi e di Temüder aveva permesso all'Imperatore di godere finalmente dei pieni poteri della sua carica. Fu in grado di smantellare la fazione dei Khunggirad dalla sua nuova amministrazione, scagliandosi in particolare contro la famiglia di Temüder, facendone giustiziare i figli e confiscandone le proprietà. Baiju venne nominato Gran Consigliere, divenendo uno dei più potenti e fedeli alleati del sovrano.
Poco dopo aver preso totalmente il potere con l'aiuto di Baiju, Shidibala iniziò a riformare il governo basandolo sui principi del confucianesimo e continuando nel contempo la politica inaugurata da suo padre Ayurbarwada nel tentativo di promuovere la cultura cinese. L'Imperatore e Baiju reclutarono a corte un gran numero di cinesi ufficiali e maestri, a capo dei quali vi era Zhang Gui, veterano dell'amministrazione che divenne il partner principale di Baiju nell'attuazione delle nuove riforme. Fu probabilmente in questo stesso periodo che venne redatto il Da Yuan Tong Zhi ("Istituzioni comprensive del Grande Yuan"), una grande collezione di codici e regolamenti della dinastia Yuan, che aveva già abbozzato suo padre ma rivisto in modo da razionalizzare l'amministrazione e facilitare nel suo compito la giustizia.
Egli introdusse anche la tassazione su alcune porzioni ricche di terra dei proprietari più influenti di modo da ricavarne del denaro a favore dello stato.

### Gli ultimi anni
Shidebala morì nel settembre del 1323 nell'evento conosciuto col nome di "Colpo di stato di Nanpo". Il complotto venne ordito dai sostenitori del defunto Temüder, intenzionati a riprendere il potere. La cospirazione venne guidata dal figlio adottivo di Temüder, Tegshi. Oltre a diversi ufficiali d'alto rango, vennero coinvolti anche cinque principi: Altan Bukha, fratello minore del principe An-si, Ananda, che venne giustiziato dalla fazione imperiale; Bolad, nipote di Arik Boke; Orlug Temur, figlio di Ananda, Kulud Bukha e Ulus Bukha, discendente di Mongke Khan.
Mentre Shidebala si trovava a Nanpo, lontano dal palazzo imperiale di Shangdu e dalla capitale Dadu, Shidibala e Baiju vennero entrambi assassinati da Tegshi. Tegshi chiese a Yesün Temür di succedere al trono ma quest'ultimo preferì prima eliminare la fazione politica di Tegshi prima di entrare a Dadu nel terrore di divenire un nuovo fantoccio nelle mani dello statista.